# Блок Іван Леонтійович
Іван Леонтійович Блок (Йоганн Фрідріх; 1734—1810) — російський медик, родоначальник роду Блок в Росії.

## Біографія
Йоганн Фрідріх Блок народився в 1734 році в Мекленбург-Шверіні в сім'ї фельдшера. Вивчав лікарські науки в Ростоцькому та в Берлінському університетах.
У 1755 році разом із братом Хрістіаном приїхав до Росії та вступив на російську служби. Став іменуватися Іваном Леонтійовичем фон Блоком. Служив підлікарем, лікарем у Новгородському піхотному полку, з яким брав участь у Семирічній війні; штаб-лікарем в лейб-гвардії Ізмайловському полку.
У 1785 році був призначений лейб-хірургом при великому князеві Павлі Петровичу, з 1799 року мав чин дійсного статського радника. У нагороду за довготривалу службу отримав 600 душ селян в Ямбурзькому повіті Петербурзької губернії — маєток Удосолово.
Із 1 листопада 1791 року став першим в роду російським дворянином. 25 квітня 1796 року було надано диплом про дворянське звання.
Похований на Волковому лютеранському кладовищі. Могила втрачена.

## Родина
Дружина: Катаріна (Катерина Данилівна) Віц (1750 — 03.01.1813), дочка штаб лікаря. Вінчання відбулося в 1767 році, в церкві Св. Петра та Павла в Петербурзі. Їхні діти:
- Катерина (1770 — після 1791);
- Єлизавета (1775—1845), чоловік — полковник Август Тімрот (?—1840);
- Олена (1777—1856), чоловік — таємний радник Християн Андрійович Бек;
- Фрідріх (1781—1814)
- Олександр (1786—1848) — дійсний таємний радник і гофмейстер; їхні діти: Йоганн (1814—1848), Микола (1815—1819), Катаріна (1816—1819), Олександр (1817—1818), Софія (1820—1863), Микола (1822—186?), Лев (1823—1883), Олександр (1825—1838), Ольга (1829—1901), Віра (1831—1882), Костянтин (1833—1897), Аделаїда (1834—?);
- Марія (1788—1841), чоловік-генерал-майор Іван Михайлович Єлагін (1779—184?); їхні діти: Михайло (нар. 1816), Антоніна (нар. 1818), Олександр (нар. 1821), Віктор (нар. 1823), Сергій (1824—1868), Аркадій (нар. 1826), Єлизавета (нар. 1828), Африкан (нар. 1832);
- Доротея(1790—1854), чоловік — Самуїл Іванович фон Аллер (1789—1860); їхні діти: Катерина (1822—1898), Олександр (1824—1895), Марія (1827—1893), Михайло (1830—1874).